# Neudörfel (Aue-Bad Schlema)
Neudörfel ist eine zum Ortsteil Aue gehörige Ortslage der Großen Kreisstadt Aue-Bad Schlema im sächsischen Erzgebirgskreis. Das ehemals selbstständige Dorf wurde 1920 nach Auerhammer und gemeinsam mit diesem 1930 nach Aue eingemeindet und ist mit Ein- und Mehrfamiliensiedlungshäusern in ruhiger Wohnlage bebaut.

## Geschichte

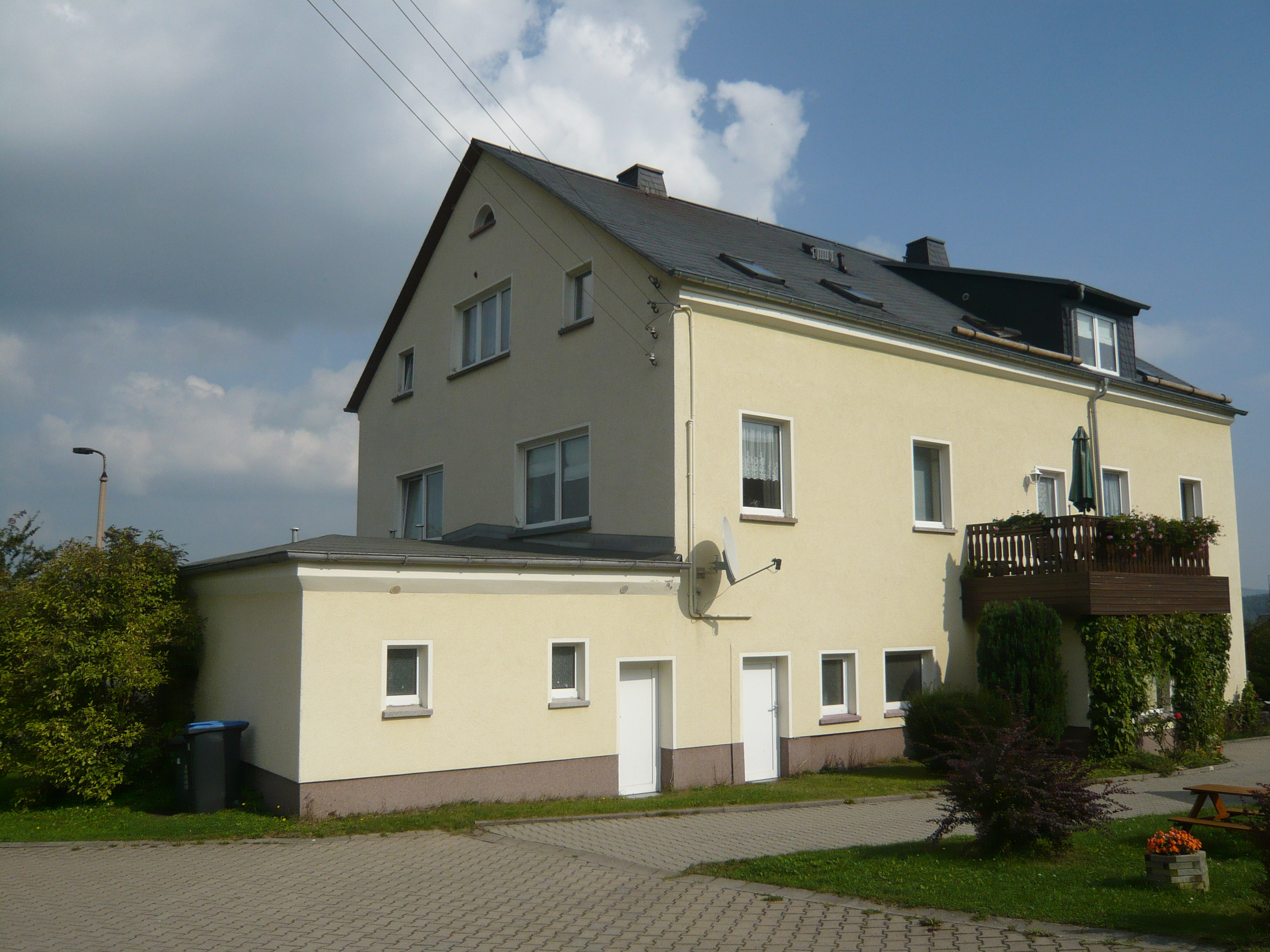
Andreaskapelle im OT Neudörfel

Ein „altes Haus ufm Schurlwalde“, das 1559 urkundlich erwähnt wurde, bildete den Ursprung der kleinen Streusiedlung, die 1573 erstmals als Neudorffel bezeichnet wurde. Die sieben Grundbesitzer, die mit ihren Familien 1612 in Neudörfel lebten, waren für den Getreideanbau im Auer Tal zuständig. Verwaltungsrechtlich gehörten sie zum Rittergut Niederschlema im Amt Zwickau. Die Bevölkerungszahl blieb bis ins 18. Jahrhundert konstant. Im Jahr 1764 besaßen sechs Familien insgesamt 1¼ Hufe je 24 Scheffel (rund 194 Hektar). Ab Mitte des 19. Jahrhunderts wechselte die Verwaltungszugehörigkeit mehrfach. Neudörfel ist seit der ersten Besiedlung eine Wohnsiedlung ohne nennenswerte Industrie. Allerdings wurde im 20. Jahrhundert in einer kleinen Grube Wolframit abgebaut. Die Grube (Bergsegen 3) schloss 1956.
Wegen der Lage der Siedlung an einem Hang und an der Verbindungsstraße zwischen Aue und Zschorlau wurde eine 1820 errichtete Mühle im 19. Jahrhundert in ein Sommerwirtshaus umgebaut. 1990 kauften Privatleute das historische Gebäude. Nach einer Sanierung und der Fertigstellung eines Anbaus für Unterkünfte und eine Kegelbahn wird es seitdem als Pension und Gaststätte Waldfrieden betrieben. 

## Religion
Neudörfel war über Jahrhunderte nach Neustädtel gepfarrt. Später bildete das Dorf selbst eine evangelische Pfarrgemeinde, die seit der Eingemeindung nach Aue im Jahr 1930 zum lutherischen Pfarrbezirk St. Nicolai gehört. 
Die Gemeinde bemühte sich in den 1950er Jahren um eine eigene Gottesdienststätte im Ort, was ihr erst im Jahr 1959 von staatlicher Seite genehmigt wurde. Statt eines Neubaus versetzte man das nach Beendigung des Uranbergbaues in Neustädtel nicht mehr benötigte Haus der Kirche aus Wolfgangmaßen nach Auerhammer an die Zschorlauer Straße. Das hölzerne Gebäude, das aus dem Notkirchenprogramm von Otto Bartning (sogenannte „Häuser der Kirche“) stammt, stand zuerst in Oberschlema und wurde nach der Einweihung der Auferstehungskirche Oberschlema 1952 nach Wolfgangmaßen versetzt. Es ist das einzige Bauwerk seines Typs, das noch erhalten ist und als Kirche genutzt wird. In ihm findet 14-täglich Gottesdienst statt.

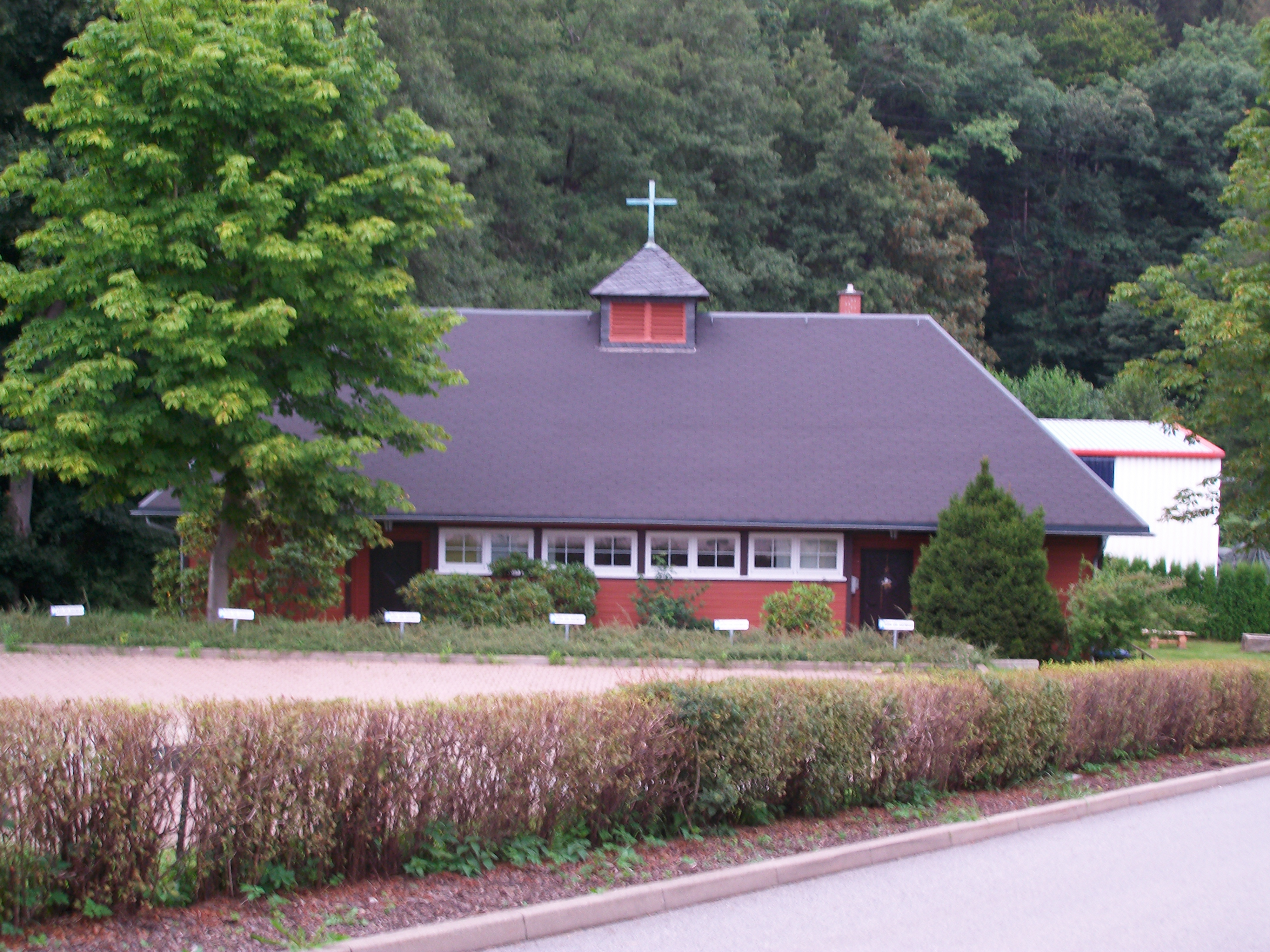
Haus der Kirche Auerhammer/Neudörfel

Im Jahr 1926 gründete sich ein evangelisch-methodistischer Kirchenkreis in Neudörfel, der mit der Auer Christuskirche gepfarrt ist. Gottesdienste finden sowohl in der Christuskirche in der Thomas-Mann-Straße als auch in der Andreaskapelle in der Ricarda-Huch-Straße statt.
In Neudörfel gibt es zudem eine neuapostolische Kirchgemeinde, deren Gotteshaus in sachlichem Baustil mit kleinem Dachreiter sich in der Hubertusstraße befindet.
Die Landeskirchliche Gemeinschaft Neudörfel hat ein eigenes Gemeinschaftshaus im Steinweg.

## Juchhöhfelsen
Dieser Berg im Auer Ortsteil Neudörfel ist mit 601 m über NN der höchste Punkt der Stadt. In vergangenen Jahrzehnten war die Felsformation ein beliebter Aussichtspunkt, zu dem ein Wanderweg entlang des Floßgrabens führte. Inzwischen haben die Bäume den Felsen komplett erobert und die Aussicht ist nicht mehr vorhanden. Touristische Tafeln am Floßgraben informieren, dass der Juchhöhfelsen aus Andalusit und Glimmer besteht, die sich beim Kontakt zwischen Schiefer und aufsteigendem Magma gebildet haben.